# Thimlich Ohinga
Thimlich Ohinga – stanowisko archeologiczne w zachodniej Kenii, w 2018 roku wpisane na listę światowego dziedzictwa UNESCO. 
Zachowały się tu pozostałości XVI-wiecznej osady zbudowanej techniką kamienia bez zaprawy, typową w tej części świata dla pasterskich społeczności kotliny Jeziora Wiktorii. Osada służyła głównie jako schronienie dla ludzi i zwierząt i jest jedną z najlepiej zachowanych w regionie.